# Markgrafpieske
Markgrafpieske (letteralmente: «Pieske margraviale»; in basso sorabo Pěski) è una frazione del comune tedesco di Spreenhagen.

## Storia
Il comune di Markgrafpieske venne aggregato nel 2003 al comune di Spreenhagen.